# Vara
Vara era uma unidade de medida de comprimento antiga, utilizada em vários países até à introdução do sistema métrico.
Foi utilizada no Império Romano, chamada Pertica, valia 10 pés de comprimento, equivalente a 2,96 metros aproximadamente.
Em Portugal e no Brasil, até a introdução do sistema métrico, a vara era a unidade básica de medidas lineares, valendo 5 palmos de craveira, ou seja 1,1 metro.